# 漢農山
77°50′S 163°39′E / 77.833°S 163.650°E
漢農山是南極洲的山峰，位於維多利亞地的斯科特海岸，處於阿莫斯冰川終點西面，海拔高度1,110米，以美國地質調查局的製圖師命名，現時由南極條約體系管理。